# Куманець

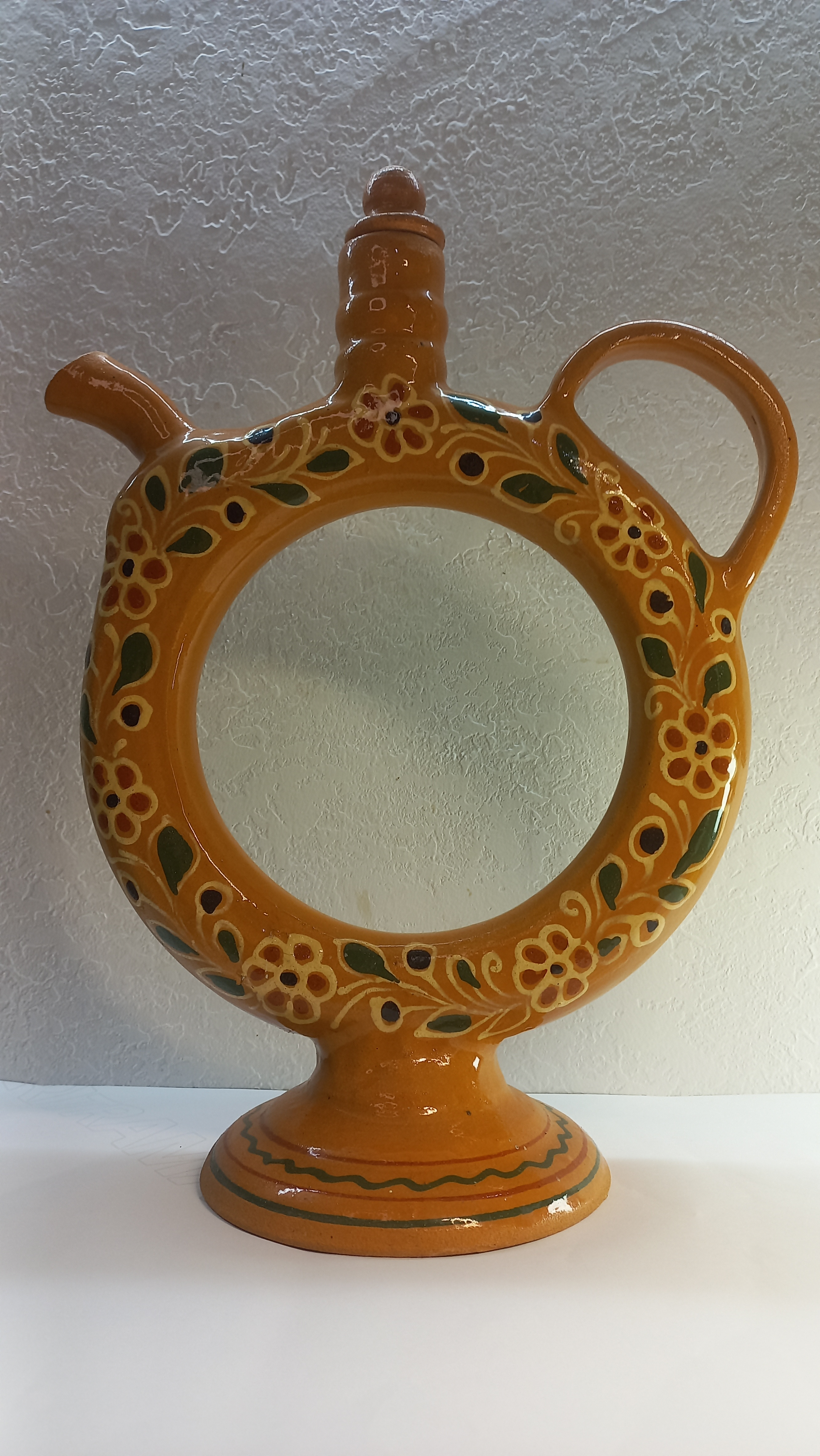
Куманець з Опішні

Кумане́ць, також зрідка кума́н (від тюрк. quman) — керамічна фігурна посудина, що нині використовується здебільшого як прикраса.

## Історія
Слово «куманець» є тюркським мовним запозиченням. Скажімо, у киргизькій кумган має значення «глечик». 
Куманці були предметом вжитку козаків. Фахівці зазначають, що вони (як побутова річ) могли бути запозиченням українців у східних народів.

Куманці є оригінальним різновидом українського традиційного посуду. Якщо раніше (а подеколи і тепер) їх використовували для зберігання й подання на стіл різноманітних напоїв, то тепер — це переважно декоративна оздоба інтер'єру в національному стилі.

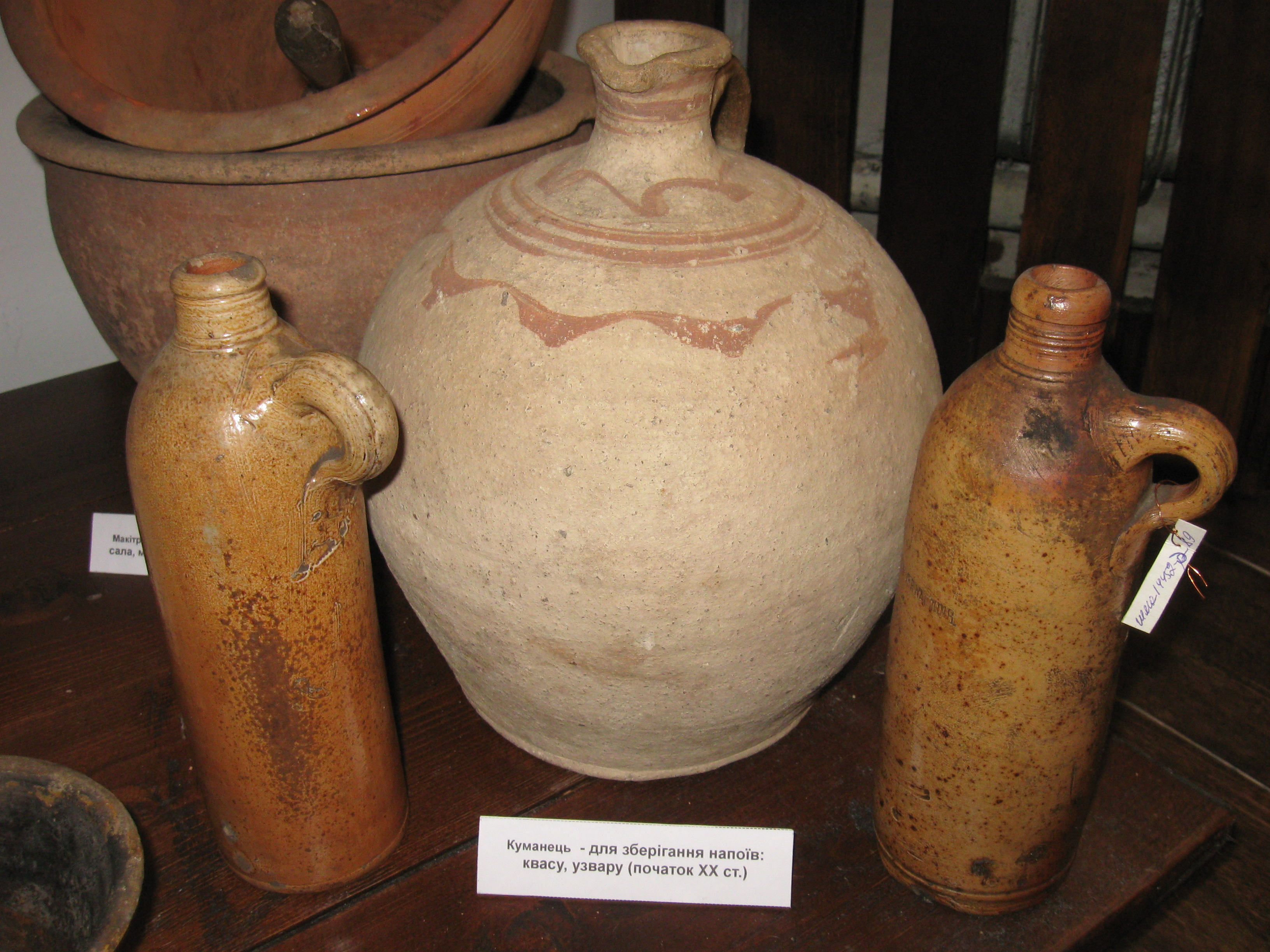
Побутовий куманець (поч. 20 століття), Шепетівський краєзнавчий музей

Ті, хто пробував зберігати в куманці напої, свідчать, що специфічна форма виробу, контакт напою з натуральною глиною,— призводять до того, що напій тривалий час має певну стійку температуру і неповторний присмак.
Куманці могли бути різної форми, однак найвідомішими є ті, зазвичай полив'яні та щедро оздоблені (розписані, з ліпленням), які використовували для спиртних напоїв, зокрема, виокремлюються з-поміж них куманці у формі дисків або кілець (тобто дисків без середини) з вигнутою ручкою та  носиком, горловиною (нерідко з кришкою) та з ніжкою-підставкою (часом застосовувалися пара чи дві пари ніжок)
Цікаво, що тороїдальної форми куманці при частуванні гостей переносилися господарем чи господинею, надіті на передпліччя лівої руки саме через отвір.

### Куманець від майстрів Опішні
В Опішному куманці завжди були дуже популярними. Відомий дослідник опішненського гончарства Яків Риженко так описав куманці міськомлинського гончаря Остапа Ночовника:
|  | У композицію своїх виробів він іноді уводив зовсім несподівані елементи. Яскравим прикладом таких композицій є його кумани, що зазнали слави не лише на Україні, а й далеко за її межами. Здебільшого в основу куманів Ночовник клав люльку, поєднану з елементами циліндрійного посуду. Як декоративні елементи Ночовник використовував барокальні прикраси, весільні квіти тощо |

Опішненці настільки полюбили цей незвичайний глиняний виріб, що куманець став символом усього гончарного містечка, а на дні посуду, який виготовляли на заводі «Художній керамік», ставили штамп саме у вигляді куманця.
Любив куманці й Леонід Сморж. У його колекції опішненської кераміки таких виробів дев'ять. Три куманці виготовлені відомими гончарями Іваном Шияном та Василем Біляком на замовлення колекціонера. Авторство шести інших невідоме. Більшість куманців прикрашені мальовкою у вигляді багатопелюсткових квітів, листя та завитків. Яскрава колірна гама та незвичайна форма надають куманцям ошатності, святковості.

## Подібне в інших культурах
- Аскос (грец. ἀσκός) — давньогрецька пласка посудина округлої форми з ручкою на носику. Аскоси виготовлялися із глини, їх прикрашали фігурним розписом як вази. Аскос застосовували для зберігання мастил і заправки олійних ламп. Відомі форми аскоса з двома носиками.
- Вишуканістю декору відзначались гуцульські глиняні «калачі» — «персневидний посуд», що зберіг у своїх формах багато архаїчних рис. Він складався із колоподібного «вичеревка», невисокої шийки, чотирьох низьких ніжок та двох чи чотирьох вушок з отворами, через які протягали шнурок чи ремінець. «Калачі» покривали білою поливою. Посуд подібної форми був поширений на Полтавщині, а також у Румунії та Угорщині (Smiszko M. Naczynia pierscieniowate. — Lud, t. 34. Lwow, 1936. — С.115, 119.)[6]

## Галерея

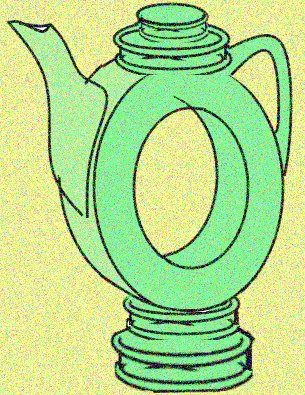
Малюнок, що показує, як навчити дитину малювати куманець
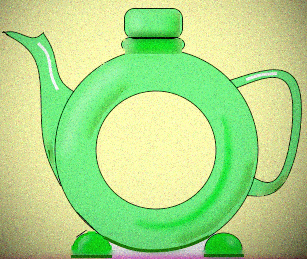
Форма типового українського тороїдального (корпус посудини має форму бублика чи тора) куманця. Ескіз
Перенесення тороїдального куманця
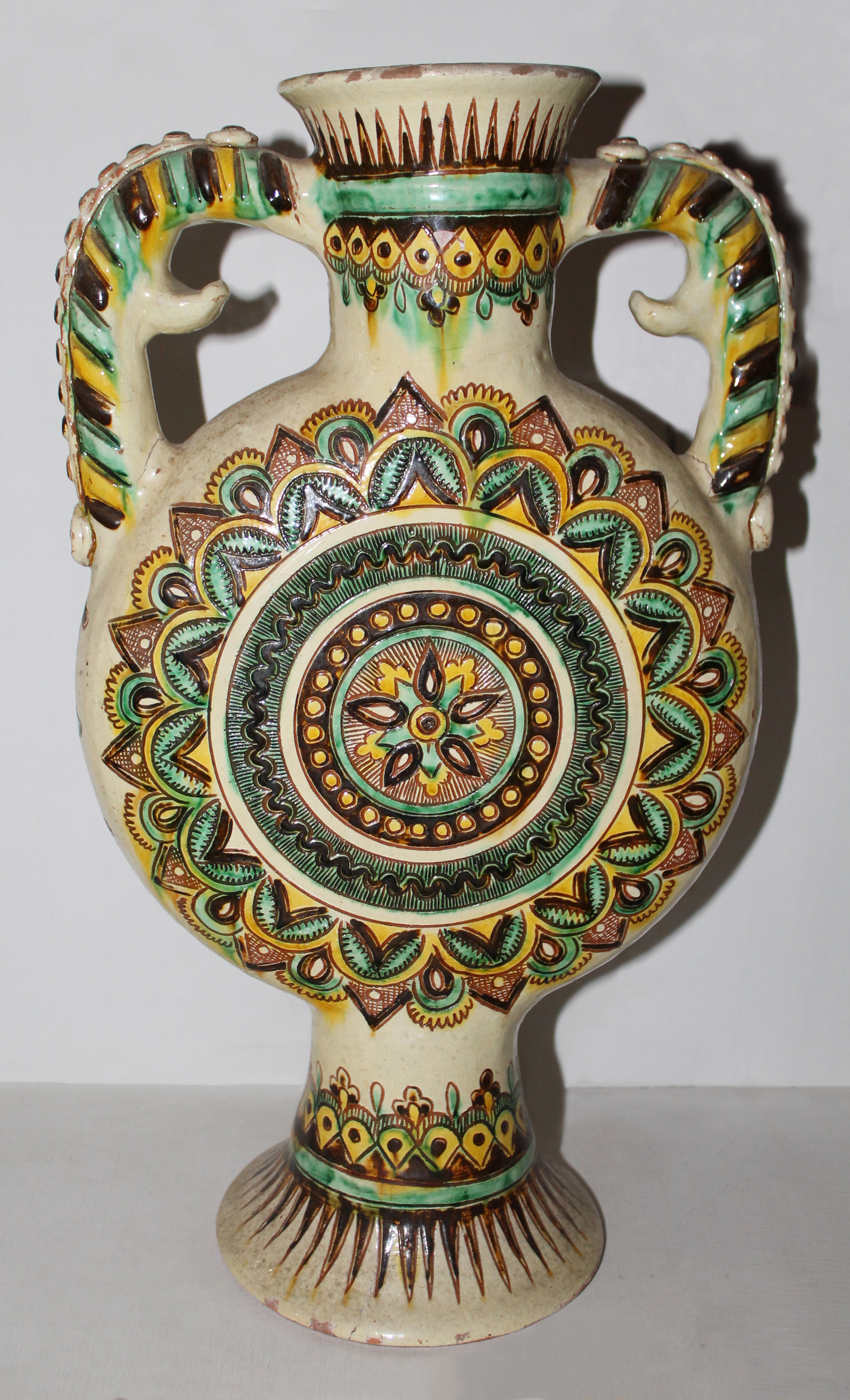
Куманець з музею «Гуцульщина», Верховина
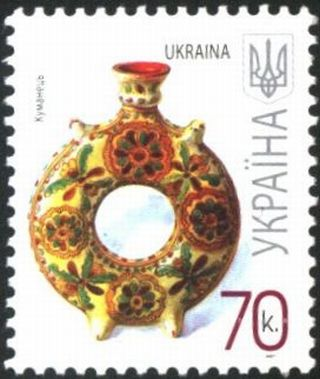
Поштова марка "Куманець, 70к.", Пошта України, 2007 рік
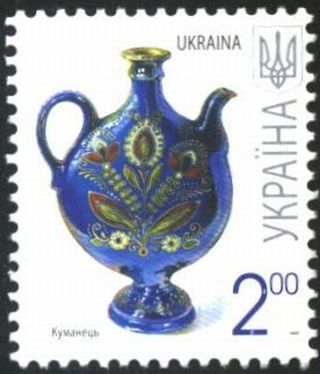
Поштова марка "Куманець, 2 грн.", Пошта України, 2007 рік
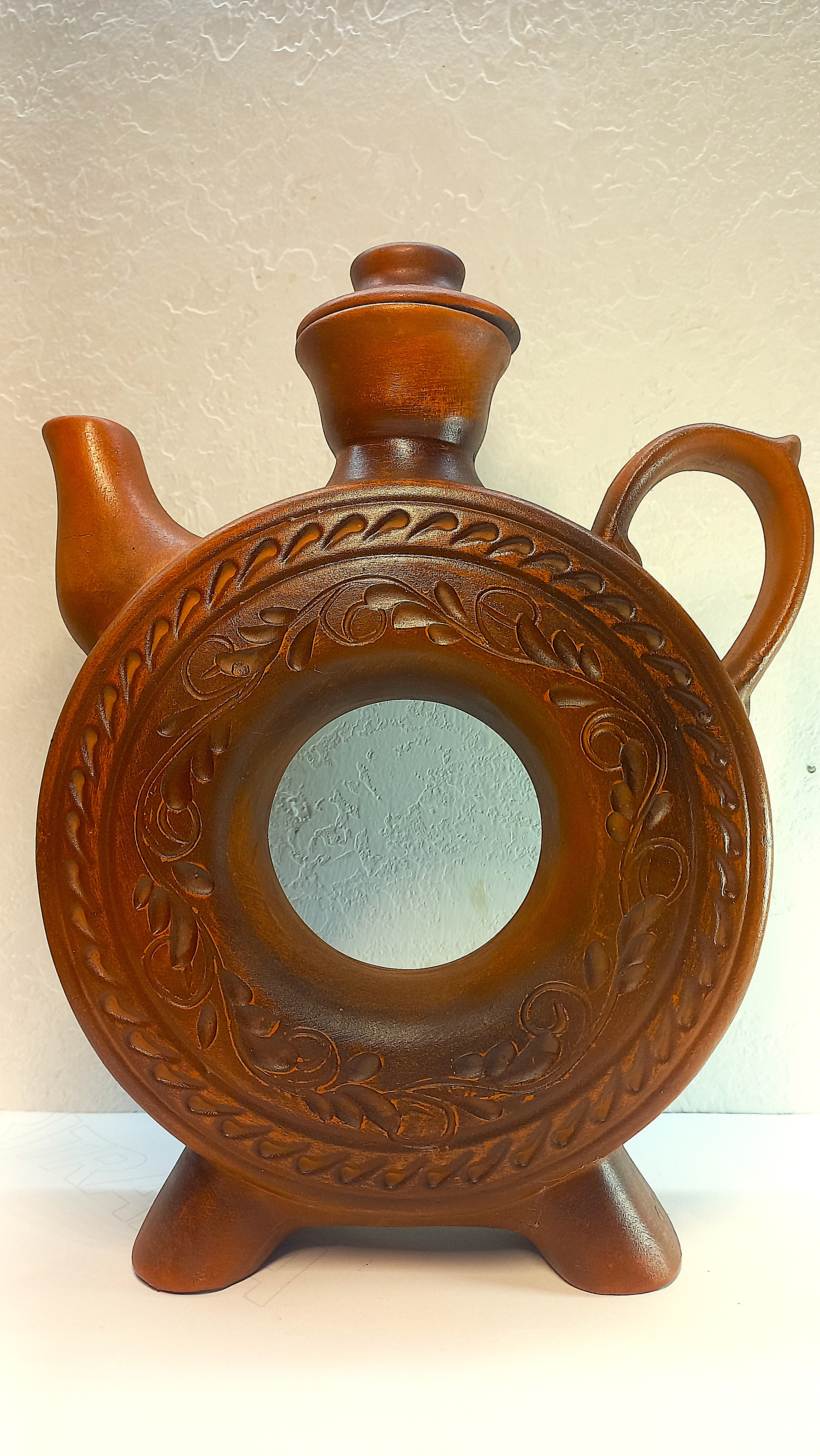
Куманець з чрвоної глини
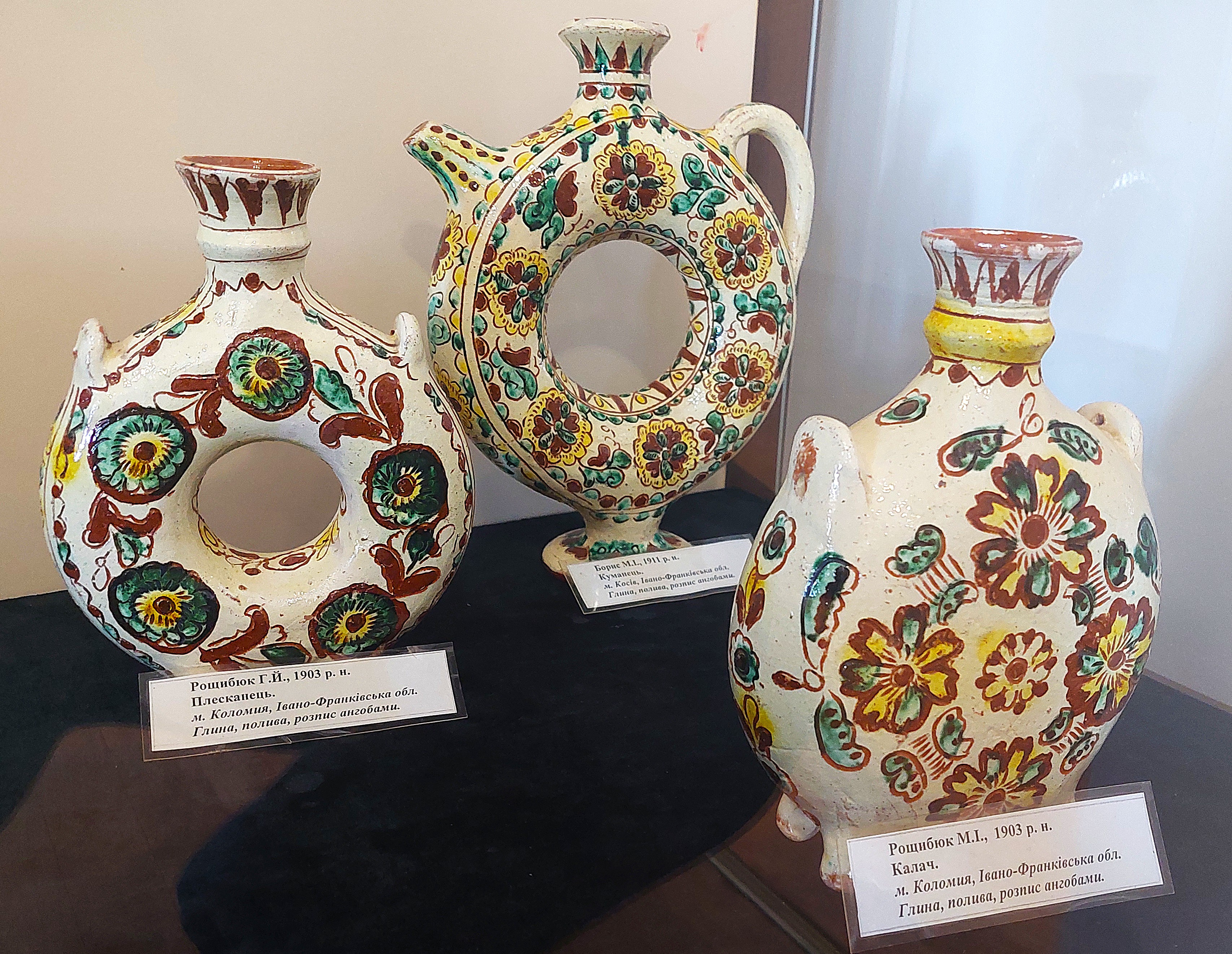
Куманець, калач, баклага
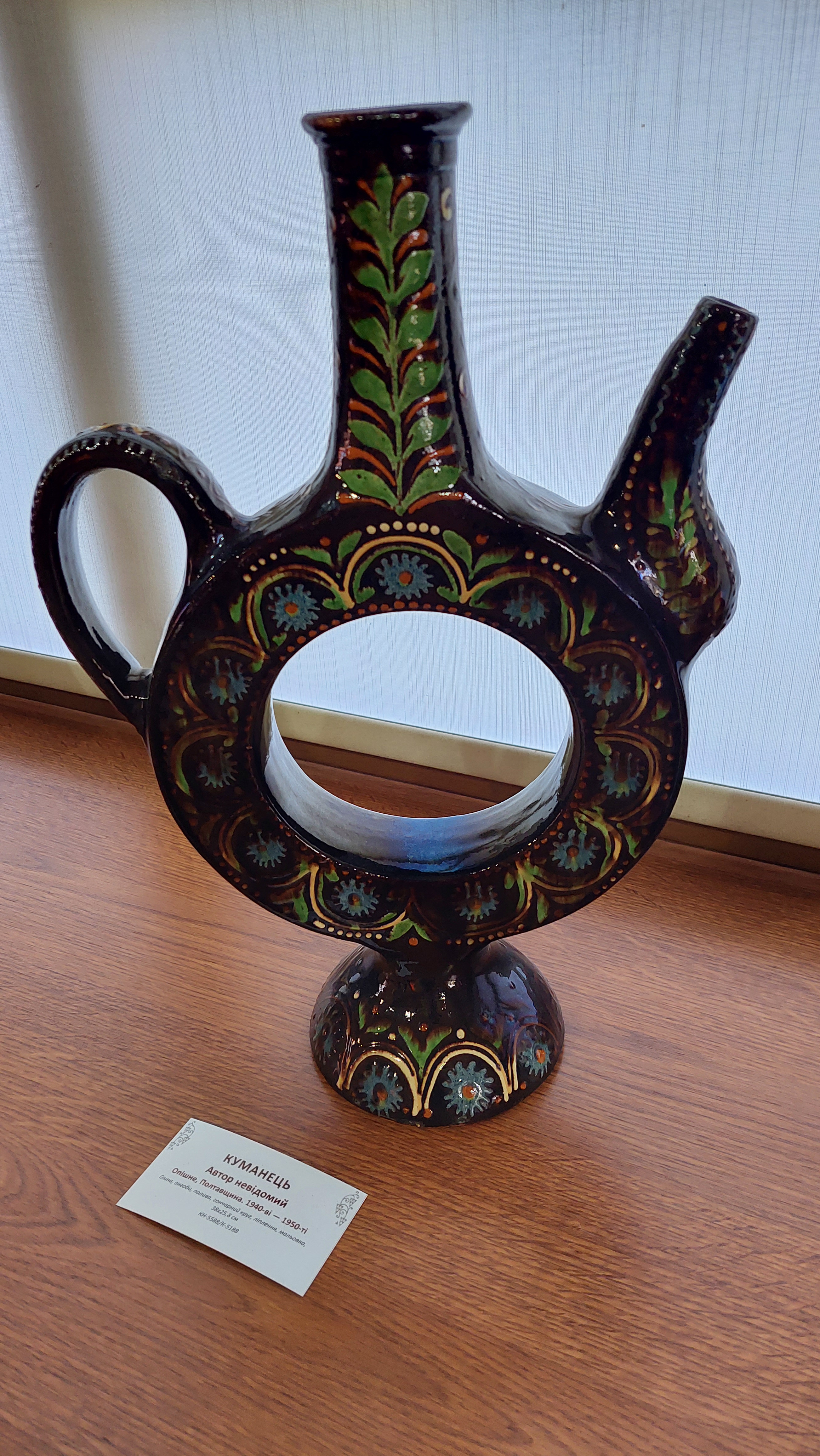
Куманець, Полтавщина Опішня
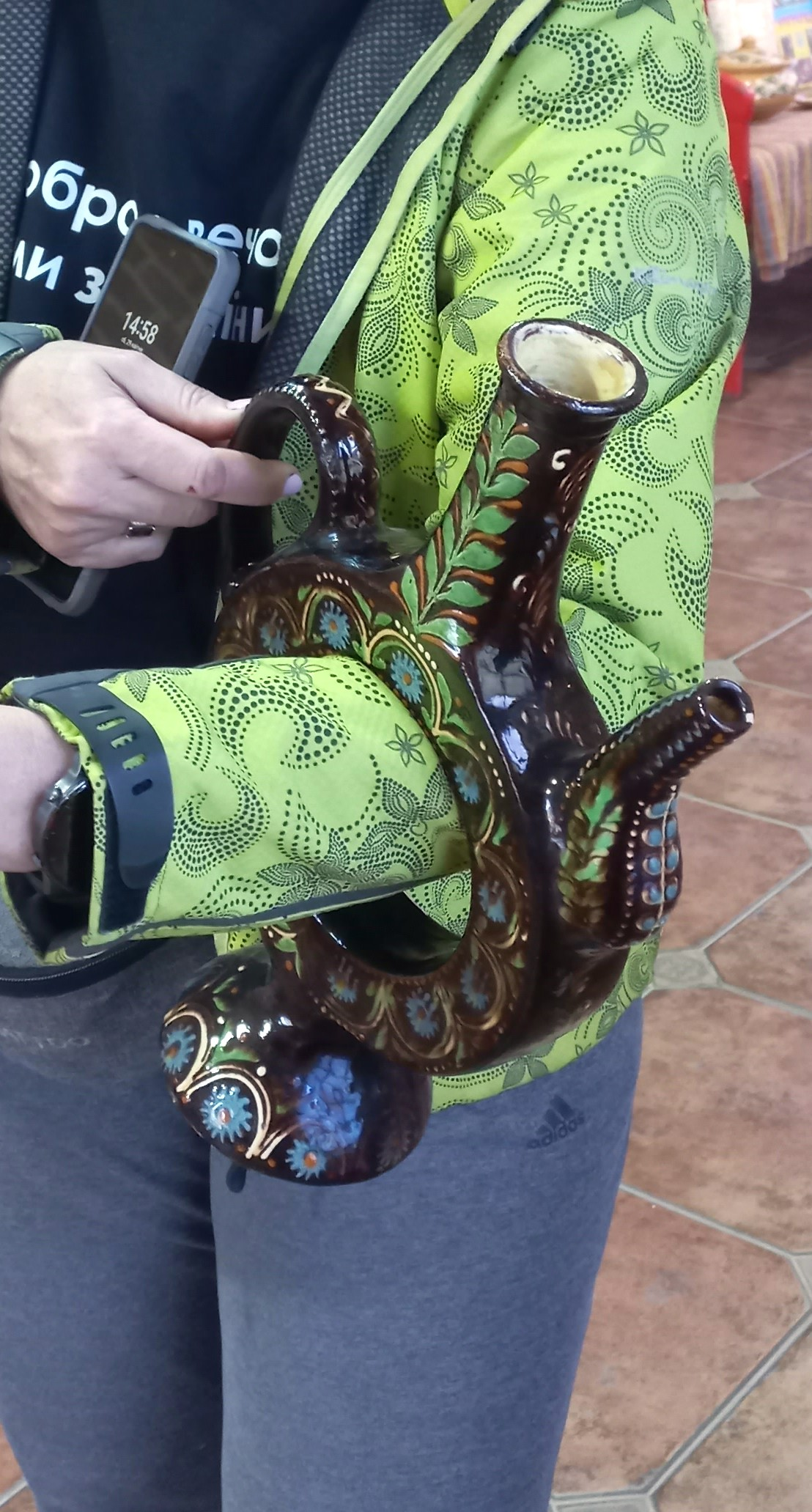
Куманець на руці